# Adam al-Ilory
 (juillet 2020).
Si vous disposez d'ouvrages ou d'articles de référence ou si vous connaissez des sites web de qualité traitant du thème abordé ici, merci de compléter l'article en donnant les références utiles à sa vérifiabilité et en les liant à la section « Notes et références ».
Cheikh (ou Shehu en yoruba/haoussa) Adam al-Ilory (1917-1992), de son vrai nom Adam Abdulah ibn Abdul Baqi al-Ilory, est une figure de proue de l'Islam bénino-nigérian.
Grand érudit malékite, auteur arabisant extrêmement prolifique, ascète soufi dans l'ordre des Qadiriyya, il fonda dès 1945 le centre Markhaz à Agege, en banlieue de Lagos au Nigéria, centre d'où sont sorties des générations d'exégètes coraniques et d'islamologues du Bénin-Nigeria, et même de l'Afrique de l'Ouest.

## Biographie
Adam al-Ilory naquit dans la ville de Wasa au nord du Bénin, d'une mère béninoise et d'un père nigérian d'ethnie Yoruba.
Son père, Abdul Baqi, fut un érudit en exégèse coranique dont le travail de prêcheur nomade amena dans les villes comme Ibadan, Abeokuta, Ede, Oshogbo et Wasa dans l'actuelle République du Bénin où Adam al-Ilory naquit en 1917.
De retour à Ilorin, dans l'état de Kwara au Nigéria, Cheikh Adam al-Ilory finit ses humanités coraniques et s'abreuva de toutes les sciences islamiques de la région.
Il s'initia ensuite au soufisme dans la voie Qadiriyya, et prit le wird de la part de Cheikh Ahmad Roufai "Nda Salati" (1897-1966), un des plus grands soufis d'Ilorin en son temps.
Il a créé également en 1945 le centre d'enseignement Markhaz, qui aujourd'hui offre non seulement l'enseignement classique en arabe mais aussi la formation technique et professionnelle.

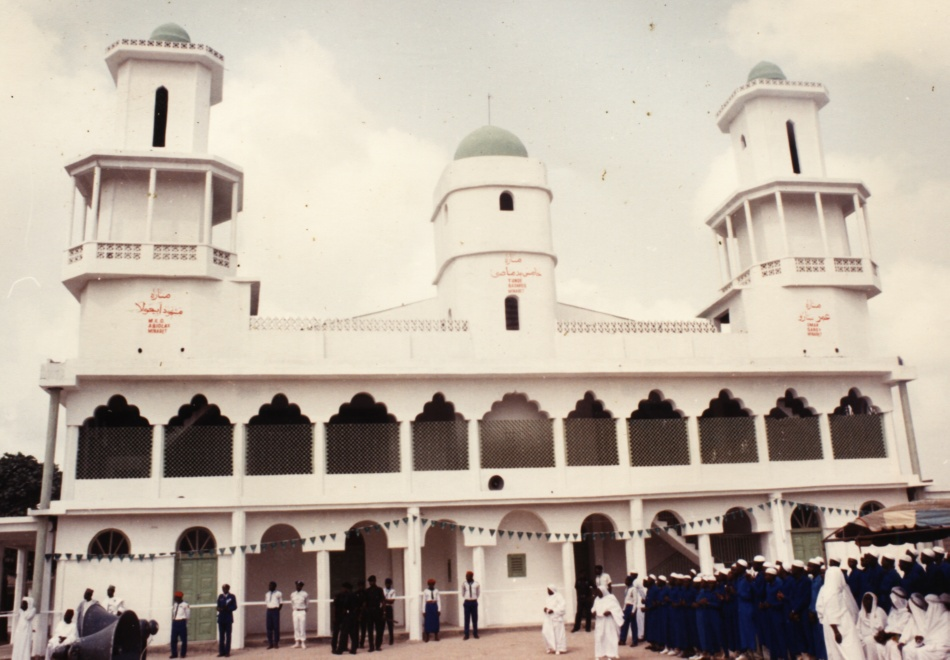
Mosquée du Centre Markhaz

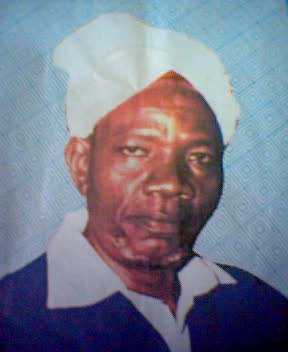
Adam al-Ilory.

## Ses écrits
Créateur au génie fécond et intarissable, exégète coranique doué, Cheikh Adam nous a laissé une œuvre magistrale dont la profondeur, la richesse et l'originalité demeurent sans conteste l'une des contributions les plus éminentes du peuple yoruba au patrimoine de l'islam.
Ses écrits, parfois prosodiques, traitent des thèmes de réflexion comme la mort, le rapport des coutumes locales avec la jurisprudence malékite, la biographie de AbdulQuadir al-Jilani, la morale, la mystique, les droits de l'homme, l'histoire du peuple yoruba, les méthodes de gouvernement et la grammaire arabe.
Quelques-unes de ses œuvres :
- Aseem Soba (Brise Matinale)
- Markhaz Talimil Arabiy (Centre "Markhaz" d'apprentissage de la langue arabe)
- Ali Heedu Al'Arbahuna (Centre Markhaz, 40 ans déjà, 1985)
- Aslu Koba il Yoruba (Histoire du Peuple Yoruba)
- El Islam Fi Naijiriyya (L'Islam au Nigeria)
- Lamhada fi Barul al Ulama al- Ilory (Aperçu sur les Savants de la Ville d'Ilorin)
- Attarulilemi Watasowuf (Rôle de la Science et du Soufisme en islam)
- Dahoru Tasowuwasofiyat (But du Soufisme)
- Niusomtahalim Arabiy Wahlislamiy (Guide d'apprentissage de l'islam et de la langue arabe)
- Ukukuli Hinsanni (Droits de l'Homme)
- Al Islamdinu Wadaholat (Islam et Gouvernement)
- Al Islam Watakolid Jahili (L'Islam et la race noire)